# Entwicklungsneurobiologie
Entwicklungsneurobiologie oder Neuroentwicklungsbiologie (englisch Developmental Neuroscience oder Developmental Neurobiology) beschäftigt sich mit der Entstehung und Reifung von Nervensystemen verschiedener Tiere. Häufig verwendete Modellorganismen sind u. a. das Huhn (Gallus gallus), der Zebrabärbling (Danio rerio), die kleine Fruchtfliege (Drosophila melanogaster), der Fadenwurm (Caenorhabditis elegans) und der Krallenfrosch (Xenopus laevis). Hierbei wird die Entwicklung von Vorläuferzellen und Stammzellen zu Nervenzellen und die Entwicklung von komplexen Teilen des Nervensystems (Musterbildung) betrachtet. Die Regeneration von Nervenzellen ist ebenso Bestand der Forschung und daher teilweise medizinisch relevant.

## Zusammenfassung der Entwicklung des Nervensystems von Wirbeltieren
Die Entwicklung des Nervensystems beginnt mit der Gastrulation (v. lat. gastrum „bauchiges Tongefäß“)  (siehe Embryogenese), dem Übergang vom zweiblättrigen Embryoblasten zu einer dreiblättrigen Form. Das Ektoderm bildet eine epithelartige Schicht zylindrischer Zellen. Die äußerste, an der Rückseite des Embryos gelegene Schicht entwickelt sich zum Ektoderm, das sich verdickt und die Neuralplatte bildet, aus der sich das Nervensystem entwickelt. Kurz nach der Bildung dieser Zellschicht beginnt der Prozess der Neurulation. Dabei teilen sich Zellen am Rand der Neuralplatte so stark, dass es zu einer Einstülpung (Invagination) und schließlich zu einer Abschnürung kommt. Zwischen dem dabei entstandenen Neuralrohr und dem darüberliegenden Ektoderm entstehen Neuralleistenzellen, die zu Spinalganglien führen. Der Teil des Ektoderms, der außerhalb des Neuralrohrs liegt, bildet später die Hautschicht. Aus dem  benachbartem Gewebe des Neuralrohrs entwickeln sich das olfaktorische (Geruchssinn) und das auditorische Epithel, sowie einige periphere Ganglien. An den Rändern der Neuralplatte entstehen die neuralen Falten, welche dann die Neuralleiste bilden, aus der sich das periphere Nervensystem entwickelt.
Aus dem Neuralrohr bilden sich im vorderen (anterioren oder rostralen) Teil drei Bläschen (Prosencephalon, Mesencephalon und Rhombencephalon). Aus dem hinteren (posterioren oder caudalen) entsteht das Rückenmark. Das Gehirn entwickelt sich durch fortschreitende Unterteilung der Vesikel: Aus dem Prosencephalon gehen Telencephalon (später u. a. Großhirnrinde, Hippocampus) und Diencephalon (wird u. a. Thalamus, Hypothalamus, Retina) hervor und das Rhombencephalon teilt sich in Metencephalon und Myelencephalon. Das Mesencephalon ändert sich nicht in gleichem Maße und bleibt ein einzelnes Vesikel.
Während die frühe Entwicklung vor allem durch chemische Signale geprägt ist, kommt der Verfeinerung der synaptischen Verbindungen durch elektrische Aktivität mit zunehmendem Alter des Embryos eine immer größere Rolle zu. Diese Form der Entwicklung ist vor allem bei Säugetieren direkt nach der Geburt noch nicht abgeschlossen. Beim Menschen endet sie erst mit der Pubertät. Auch das erwachsene Gehirn ist im Rahmen von Lernvorgängen noch zu erstaunlicher Plastizität fähig.

## Schlüsselschritte und Mechanismen der Gehirnentwicklung

### Zellentstehung, -migration und Zelltod
Die Zellen des Nervensystems gehen aus Vorläuferzellen (Progenitorzellen) hervor, die dem Neuralrohr bzw. der Neuralleiste entstammen. Zunächst entstehen durch symmetrische Teilung (=zwei gleiche Nachkommen) im frühen Entwicklungsstadium eine große Zahl von Vorläuferzellen, die im späten Embryo dann durch asymmetrische Teilungen (=zwei unterschiedliche Nachkommen) Neurone und Gliazellen generieren. Eine Reihe von Signalwegen stellt dabei den korrekten Ablauf der Histogenese sicher.
Hirnregionen mit verschiedenen Schichten, die jeweils unterschiedliche Zelltypen enthalten, entstehen meist dadurch, dass die Vorläuferzellen in festgelegter Reihenfolge für eine bestimmte Zeitspanne immer Zellen eines Typs hervorbringen, die in die entsprechenden Schichten einwandern. So entstehen nach und nach Ebenen von Zellen, die sich dann untereinander und mit anderen Hirnteilen vernetzen.
Nicht alle Zellen, die geboren werden und in bestimmte Hirnregionen migrieren, überleben. Es ist ein grundsätzliches Prinzip, dass ein Überschuss von Zellen entsteht und nur ein Teil davon im adulten Tier noch vorhanden ist (Apoptose). Ob ein Neuron überlebt oder nicht hängt oft von der Verfügbarkeit von Neurotrophinen ab, dabei überleben diejenigen Zellen, die besser zum Funktionieren des Systems beitragen.

### Axonales Wachstum und axonale Wegfindung
Für ein funktionierendes Netzwerk müssen Nervenzellen untereinander verbunden sein. Da spezifische Verbindungen zwischen bestimmten, teilweise weit auseinanderliegenden, Bereichen nötig sind, existieren eine Vielzahl von Mechanismen, welche die auswachsenden Fortsätze der neugeborenen Neuronen zum für sie vorgesehenen Ziel leiten.
An der Spitze dieser Fortsätze befindet sich der Wachstumskegel, der in der Lage ist, die in seiner Umgebung befindlichen chemischen Reize wahrzunehmen und darauf zu reagieren.
Diese Reize können lösliche Stoffe sein, die das Axon anziehen oder abstoßen (ähnlich Chemotaxis) und es so über größere Entfernungen leiten bzw. das Einwachsen in bestimmte Bereiche verhindern. Aber auch auf der Zelloberfläche gebundene Moleküle können solche Effekte haben, wenn der Wachstumskegel mit ihnen in direkten Kontakt kommt. Dies ist von besonderer Bedeutung, wenn Axone entlang von sogenannten Pionieraxonen (die wenigstens einen Teil des Wegs schon zurückgelegt haben) wachsen.
Ein prominentes Beispiel für die axononale Navigation ist die Entstehung der Verbindung von Retina und den nachgeschalteten visuellen Zentren.

## Einzelbelege
1. ↑  Chi-Cheng Wu, Robert K. Charlton, and Harvey J. Karten: The timecourse of neuronal connections of the rotundoectostriatal pathway in chicks (Gallus gallus) during embryogenesis: a retrograde transport study. In: Visual Neuroscience, Band 17, Nr. 6, 2000, S. 905–909.
2. ↑  Axel Meyer, Christiane H. Biermann, Guillermo Orti: The phylogenetic position of the zebrafish (Danio rerio), a model system in developmental biology: an invitation to the comparative method. In: Proceedings of the Royal Society of London. Series B: Biological Sciences, Band 252, Nr. 1335, 1993, S. 231–236.
3. ↑  Shannon L. Hardie, Jing X. Zhang, and Jay Hirsh: Trace amines differentially regulate adult locomotor activity, cocaine sensitivity, and female fertility in Drosophila melanogaster. In: Developmental Neurobiology, Band 67, Nr. 10, 2007, S. 1396–1405 (PDF).
4. ↑  David H. Hall: Gap junctions in C. elegans: Their roles in behavior and development. In: Developmental Neurobiology, Band 77, Nr. 5, 2017, S. 587–596.
5. ↑  Hans Straka, John Simmers: Xenopus laevis: An ideal experimental model for studying the developmental dynamics of neural network assembly and sensory‐motor computations. In: Developmental Neurobiology, Band 72, Nr. 4, 2012, S. 649–663 (PDF).